# Zuckerreinkerl

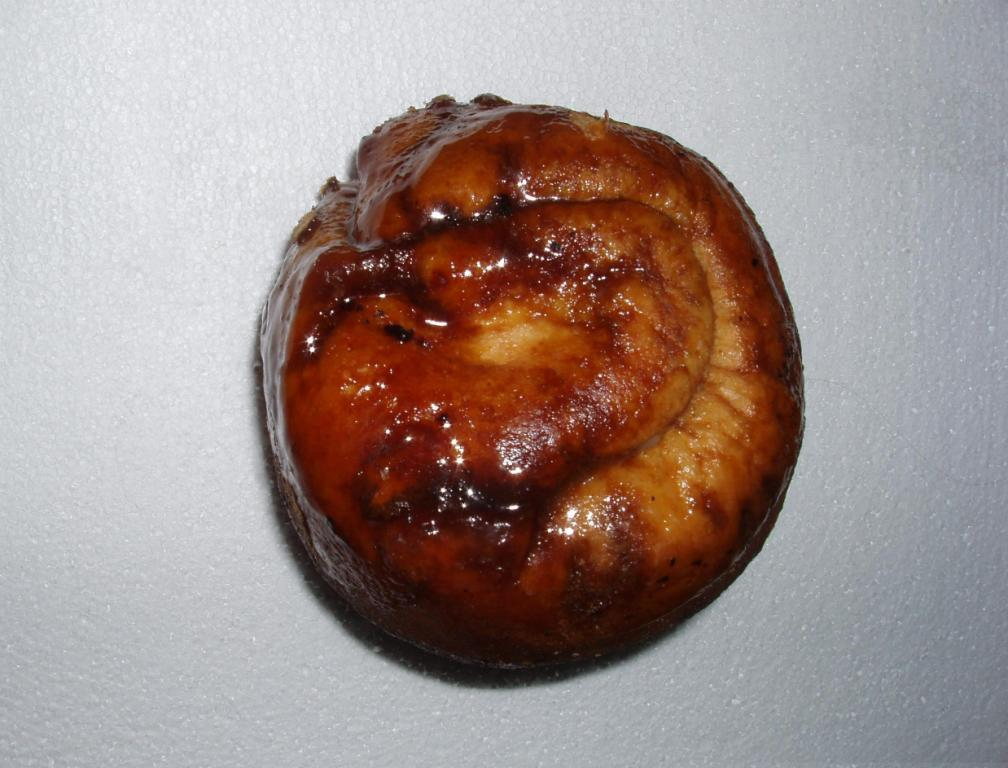
Zuckerreinkerl

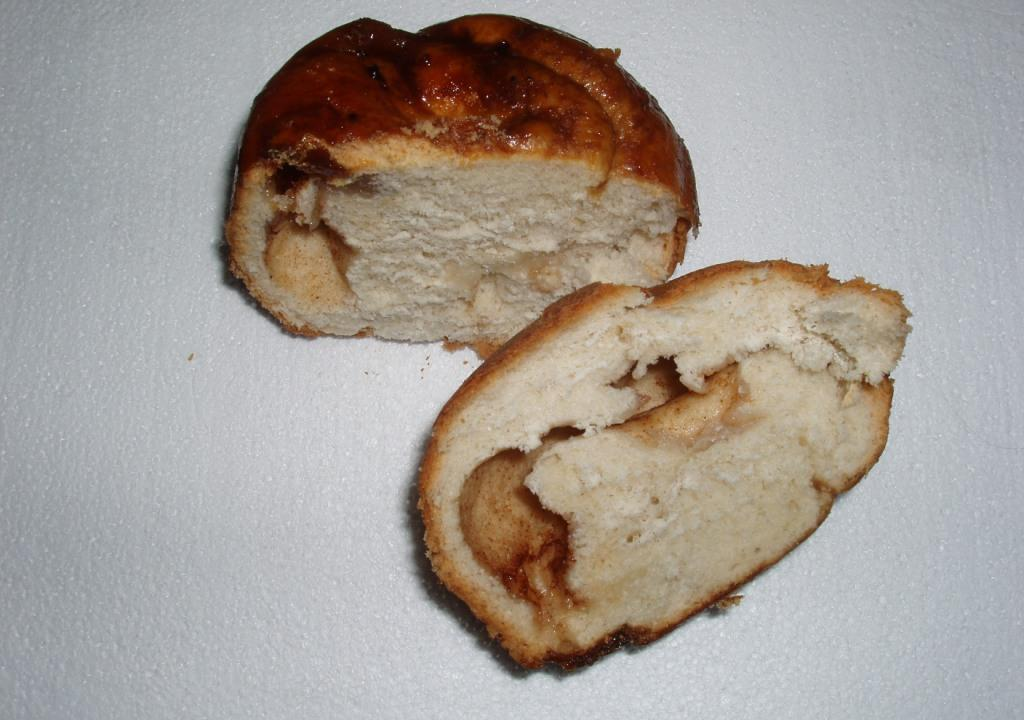
Zuckerreinkerl, geteilt

Ein Zuckerreinkerl (oder auch Zuckerreinkale) ist eine Kärntner  Spezialität. „Reinkerl“ bedeutet „kleiner Reindling“. Es handelt sich dabei um eine faustgroße, süße Mehlspeise aus Germteig. Im Inneren und außen herum befindet sich karamellisierter brauner Zucker, der mit Zimt und Kakao vermischt wurde.